# Lazare Zetzner
Lazare Zetzner (Strasburgo, 1551 – Strasburgo, 10 febbraio 1616) è stato un editore e tipografo francese. Noto per la pubblicazione del Theatrum Chemicum.

## Biografia

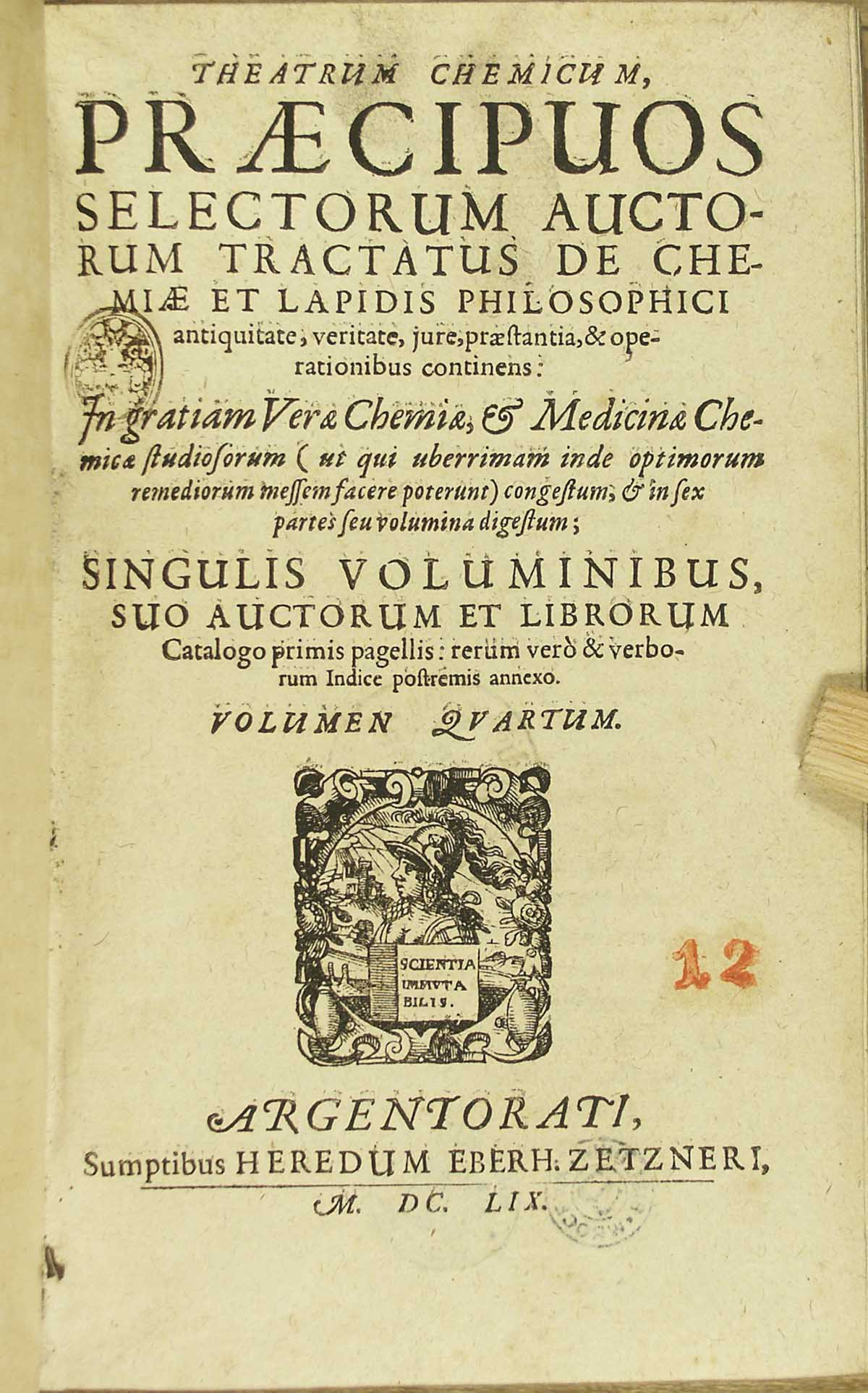
Quarto volume del Theatrum Chemicum stampa del 1609

Lazare o Lazarus Zetzner fu editore e tipografo a Strasburgo dal 1582 fino alla sua morte. Pubblicò, spesso in collaborazione con l'Università di Strasburgo, opere di storia, diritto, filosofia e medicina, di autori antichi e contemporanei. Pubblicò una ristampa dell'opera completa di Paracelso.
Zetzner frequentò il liceo a Strasburgo e nel 1578 sposò Katharina Heber, nipote di Daniel Specklin, dalla quale ebbe nove figli. Dal 1582 fu editore a Strasburgo. Oltre a Strasburgo, aveva filiali a Colonia (1602-1612) e Francoforte (1611-1615) e tipografia a Oberursel. I suoi eredi, compreso suo figlio Eberhard, continuarono l'attività a Strasburgo almeno fino al 1661 (quando fu pubblicato l'ultimo volume del Theatrum Chemicum).
Un busto di Minerva con la scritta Scientia immutabilis è il marchio che contraddistingue le pubblicazioni.
Nel campo della filosofia, l'impresa più importante di Zetzner fu la pubblicazione nel 1598 della Raymundi Lullii Opera, che comprendeva 13 testi del filosofo del XIII secolo Raimondo Lullo. Il libro ebbe un grande successo e fu ristampato nel 1609 dallo stesso Zetzner e nel 1617 e 1651 dai suoi eredi.
Ricevette per i suoi meriti un titolo nobiliare dall'imperatore Rodolfo II e fu membro del consiglio dei quindici della sua città natale.